# Болтунов, Павел Иванович
Павел Иванович Болтунов (10 [23] января 1907 года, поселок Кормиловка, ныне Кормиловского района, Омской области Россия — 13 января 1956 года, Москва) — советский военно-морской деятель, контр-адмирал (03.01.1942).

## Биография
Родился в 1907 году в поселке Кормиловка, ныне Кормиловского района, Омской области. Русский.
С октября 1924 года по октябрь 1927 года — слушатель ВМУ им. Фрунзе. С октября 1927 года по январь 1928 года — командир взвода Балтийского флотского экипажа. С января 1928 года по октябрь 1929 года — штурман эсминца «Володарский» Балтийского флота. С октября 1929 года по октябрь 1930 года — слушатель СККС Штурманский класс. С октября 1930 года по декабрь 1931 года — штурман подводной лодки «Спартаковец» Черноморский флот.
С декабря 1931 года по декабрь 1932 года — слушатель учебного отряда подводного плавания. С декабря 1932 года по апрель 1934 года — помощник командира подводной лодки «Гарибальдиец» Черноморского флота. С апреля 1934 года по февраль 1937 года — командир той же подводной лодки, переименованной в Л-4. 20 августа 1934 года на шедшей в подводном положении Л-4 произошёл взрыв выделяющегося при зарядке батарей водорода, 5 человек погибло, 11 получили ранения, но благодаря грамотным действиям П. И. Болтунова и его помощника И. А. Бурмистрова корабль и экипаж удалось спасти.
С февраля 1937 года по февраль 1939 года — командир Плавбазы «Эльбрус» Черноморского флота.
С февраля 1939 года по февраль 1941 года — начальник штаба 1-й бригады подводных лодок Черноморского флота. 3 января 1942 года Болтунову было присвоено воинское звание контр-адмирал.
Член ВКП(б) с 1941 года. С февраля 1941 года по август 1942 года — командир 1-й бригады подводных лодок Черноморского флота. С августа 1942 года по январь 1943 года — и. о. командира бригады подводных лодок Черноморского флота. С января 1943 года — начальник отдела подводного плавания штаба Черноморского флота.
16 мая 1944 года вышел первый Указ ПС ВС СССР о награждении орденом Ушакова I степени — За успешные действия при освобождении Крыма контр-адмирала Болтунова и генерал-лейтенанта авиации Ермаченкова. Но знак ордена Ушакова I степени с № 1 был вручен адмиралу В. Ф. Трибуцу, командовавшему тогда Краснознаменным Балтийским флотом и награждённому Указом от 22 июля 1944 года.
В марте 1945 года контр-адмирал Болтунов снят с должности начальника отдела подводного плавания за гибель на нашей базе румынской трофейной подводной лодки «ТС-2».
Днем 20 февраля 1945 года на стоянке в потийском порту при попытке извлечения немецкой торпеды «G7a» из торпедного аппарата на «ТС-2» произошел взрыв зарядного отделения торпеды. По данным комиссии, расследовавшей катастрофу, взрыв произошел в результате преждевременного убирания продольной торпедной балки. Торпеда резко задралась носовой частью вверх и ударилась зарядным отделением о вступающие части корпуса. В результате аварии погибло 14 человек, а сама лодка, несмотря на то, что находилась в порту, через 65 минут затонула, так как из-за растерянности личного состава борьба за живучесть корабля не велась. Через восемь дней «ТС-2» поднята с глубины 6 метров аварийно-спасательной службой ЧФ и отбуксирована в Севастополь для проведения восстановительного ремонта. Погибшие члены экипажа похоронены на городском кладбище в Поти. По результатам «оргвыводов» начальник минно-торпедного отдела ЧФ капитан 2 ранга А. П. Дубровин, флагманский минер ЧФ капитан 1 ранга С. В. Рогулин и командир дивизиона подводных лодок Герой Советского Союза Б. А. Алексеев понижены в воинских званиях на одну ступень, начальник отдела подводного плавания контр-адмирал П. И. Болтунов снят с должности, командиру бригады подплава контр-адмиралу С. Е. Чурсину и его начальнику штаба капитану 2 ранга Н. Д. Новикову объявлены строгие выговоры. Командир «ТС-2» Алиновский «за систематическое пьянство, развал дисциплины и организации службы» предан суду военного трибунала.
С марта 1945 года по ноябрь 1945 года — начальник штаба Отряда учебных кораблей Черноморского флота. С ноября 1945 года по май 1947 года — командир бригады подводных лодок.
С 1947 по 1948 год — заместитель адмирал-инспектора инспекции ВМС Главной инспекции ВС. С 1948 по 1949 год — адмирал-инспектор подводного флота инспекции ВМС Главной инспекции ВС. С 1949 по 1950 год — слушатель Военно-морской академии имени К. Е. Ворошилова. С 1950 по 1952 год — начальник Управления боевой подготовки ПЛ и ПЛО Главного управления боевой подготовки Морского генерального штаба. С 1952 по 1953 год — заместитель начальника Морского генерального штаба по подводным силам. С апреля 1953 и до своей смерти занимал должность заместителя начальника Управления боевой подготовки Главного штаба ВМФ.
Скончался 13 января 1956 года. Похоронен на Ваганьковском кладбище в Москве.

## Награды
- Орден Ленина № 125041 (1950)[2]
- три ордена Красного Знамени (1942, 1944, 1955)
- Орден Ушакова 1 степени № 37 (16.05.1944)[3].
- Орден Отечественной войны 1-й степени (1946)
- Медаль «За оборону Севастополя»
- Медаль «За оборону Кавказа»
- Медаль «За победу над Германией в Великой Отечественной войне 1941—1945 гг.»
- Медали.

Приказы (благодарности) Верховного Главнокомандующего в которых отмечен Болтунов П. И.
- За овладение штурмом крепостью и важнейшей военно-морской базой на Черном море городом Севастополь. 10 мая 1944 года № 111